# Теоделап Сполетський
Теоделап (лат. Theudelapius; † бл. 652), один з синів першого герцога Сполетського Фароальда I.
Після смерті герцога Аріульфа Теоделап боровся за трон зі своїм братом, здобув перемогу та був коронований. Проводив незалежну політику.